# Список эпизодов телесериала «Зена — королева воинов»

Ниже представлен список эпизодов телесериала «Зена — королева воинов» совместного производство кинокомпаний «Renaissance Pictures» и «Universal Pictures». Как правило, события всех эпизодов происходят в Древней Греции, хотя в них часто можно заметить элементы азиатской, египетской, библейской и средневековой мифологий. Гибкая структура сюжета сериала, использующая в основном особенности жанра фэнтези, может вмещать в себя особенности и других, самых разнообразных жанров — от мелодрамы до фарса, от мюзикла до экшна и приключений. Несмотря на то, что все события позиционируются как происходящие в древние времена, каждая серия поднимает чрезвычайно современные темы — ответственность за грехи прошлого, ценность человеческой жизни, личной свободы, дружбы и самопожертвования. Не менее часто сериал поднимает различные морально неоднозначные вопросы, такие, как, например, проблема пацифизма и его уместности, однако конкретных ответов нигде, как правило, не даётся.
Первоначально персонаж Зены появился в нескольких эпизодах сериала «Удивительные странствия Геракла», впоследствии эти эпизоды стали известны как «Трилогия Зены». Премьера собственного же сериала с участием персонажа была запланирована на 15 сентября 1995 года (состоялась 4 сентября) и на данный момент шоу насчитывает 134 серии, разделённых на 6 сезонов. За время своего существования сериал был удостоен премии Эмми (2001), а в рейтинге «Топ-25 лучших культовых телесериалов всех времён по версии TV Guide» он занял 10-е место.

## Обзор сезонов
| Сезон | Сезон | Эпизоды | Оригинальная дата показа | Оригинальная дата показа |
| Сезон | Сезон | Эпизоды | Премьера сезона          | Финал сезона             |
| ----- | ----- | ------- | ------------------------ | ------------------------ |
|       | 1     | 24      | 4 сентября 1995 года     | 29 июля 1996 года        |
|       | 2     | 22      | 30 сентября 1996 года    | 12 мая 1997 года         |
|       | 3     | 22      | 29 сентября 1997 года    | 11 мая 1998 года         |
|       | 4     | 22      | 28 сентября 1998 года    | 17 мая 1999 года         |
|       | 5     | 22      | 27 сентября 1999 года    | 15 мая 2000 года         |
|       | 6     | 22      | 2 октября 2000 года      | 18 июня 2001 года        |

## Эпизоды

### Сезон 1 (1995—1996)
Первый сезон транслировался с 4 сентября 1995 года по 29 июля 1996 года. Всего вышло 24 эпизода.
| № общий | № в сезоне | Название                                                                | Режиссёр         | Автор сценария                                                                                   | Дата премьеры         |
| --- | ---------- | ----------------------------------------------------------------------- | ---------------- | ------------------------------------------------------------------------------------------------ | --------------------- |
| 1 | 1          | «Грехи прошлого» «Sins Of The Past»                                     | Дуг Лефлер       | Рассказ: Роберт Таперт Телесценарий: Ар-Джей Стюарт                                              | 4 сентября 1995 года  |
| Ведомая целью избавиться от тёмного прошлого, полного крови и разрушения, Зена, бывшая Королева Воинов, возвращается на родину, в деревню Амфиполис. По дороге она избавляется от доспехов, но тут же замечает что недалеко разбойники напали на группу беззащитных крестьян. Зена, потеряв терпение из-за грубости разбойников, быстро их избивает и вновь облачается в доспехи. Как выяснилось, разбойники были из армии её бывшего военного союзника, Дрейко. Поговорив с командиром Дрейко и убедив не нападать на деревню спасённых ею крестьян в благодарность за тёплый приём, она продолжает путь, хотя Дрейко пытается убедить её в том, что родные больше не примут Зену, так как она стала разбойницей и убийцей (самого Дрейко избил молотом собственный отец в период подобного проблеска совести). Однако Зена всё равно возвращается в Амфиполис, а за ней увязывается девушка Габриэль, одна из тех, кого Зена спасла от разбойников и которая искренне восхищается Зеной. Тем временем Дрейко решает вернуть Зену и для этого приказывает своим воинам под знаменем Зены и её именем на устах сжечь Амфиполис. |            |                                                                         |                  |                                                                                                  |                       |
| 2 | 2          | «Военные колесницы» «Chariots Of War»                                   | Харли Коуклисс   | Рассказ: Джш Бекер и Джек Перес Телесценарий: Адам Армус и Нора Кей Фостер                       | 11 сентября 1995 года |
| Зена попадает в мирный город, на который нападает злодей Кикнис и его сын Сфейрус. |            |                                                                         |                  |                                                                                                  |                       |
| 3 | 3          | «Мир сновидений» «Dreamworker»                                          | Брюс Сет Грин    | Стивен Л. Сирс                                                                                   | 18 сентября 1995 года |
| Зена должна проникнуть в Царство снов, чтобы спасти Габриэль, похищенную жрецами бога сна, Морфея. На пути Королевы воинов встречается множество препятствий, которые она должна преодолеть, пока ещё жива. |            |                                                                         |                  |                                                                                                  |                       |
| 4 | 4          | «Колыбель надежды» «Cradle Of Hope»                                     | Майкл Ливайн     | Терренс Уинтер                                                                                   | 25 сентября 1995 года |
| Зена и Габриэль вынуждены защищать беспомощного младенца от короля Грегора и его приспешников, так как по пророчеству ребёнок должен занять трон. Кроме того, их сопровождает девушка Пандора, чьё проклятье — постоянно следить за неким ящиком. |            |                                                                         |                  |                                                                                                  |                       |
| 5 | 5          | «Первый шаг» «The Path Not Taken»                                       | Стивен Л. Поузи  | Джули Шерман                                                                                     | 2 октября 1995 года   |
| Зена отправляется на поиски похищенной принцессы. Чтобы спасти её, Королева воинов должна казаться в глазах бывших союзников по-прежнему жестокой и беспощадной, чем вызывает серьёзное беспокойство у Габриэль. |            |                                                                         |                  |                                                                                                  |                       |
| 6 | 6          | «Выбор» «The Reckoning»                                                 | Чарльз Сиберт    | Питер Алан Филдс                                                                                 | 16 октября 1995 года  |
| Бог войны Арес устраивает западню для Зены, по-прежнему пытаясь вернуть её и снова сделать Королевой Воинов. Зена поставлена перед выбором: завоевать мир при помощи Ареса или быть казнённой простыми крестьянами. План Ареса почти удаётся, но Зена обманывает его, и сам Бог Войны просто вынужден признать превосходство воительницы. |            |                                                                         |                  |                                                                                                  |                       |
| 7 | 7          | «Титаны» «The Titans»                                                   | Эрик Бревиг      | Ар-Джей Стюарт                                                                                   | 30 октября 1995 года  |
| Зена должна спасти целую деревню, когда Габриэль совершенно случайно освобождает трёх Титанов, заключённых в пещере несколько столетий назад. |            |                                                                         |                  |                                                                                                  |                       |
| 8 | 8          | «Прометей» «Prometheus»                                                 | Стивен Л. Поузи  | Джули Шерман                                                                                     | 6 ноября 1995 года    |
| Геракл и Иолай вместе с Зеной и Габриэль отправляются спасать титана Прометея, прикованного к скале согласно приказу богов. |            |                                                                         |                  |                                                                                                  |                       |
| 9 | 9          | «Смерть в цепях» «Death In Chains»                                      | Чарльз Сиберт    | Рассказ: Бэбс Грейхоски, Адам Армус и Нора Кей Фостер Телесценарий: Адам Армус и Нора Кей Фостер | 13 ноября 1995 года   |
| Зена должна спасти сестру Аида — Селесту (божество смерти), от короля Сизифа, в противном случае человечество будет обречено жить вечно, всё время страдая. |            |                                                                         |                  |                                                                                                  |                       |
| 10 | 10         | «Амазонки и кентавры» «Hooves And Harlots»                              | Джейс Александер | Стивен Л. Сирс                                                                                   | 20 ноября 1995 года   |
| Зена пытается найти убийцу Принцессы Амазонок Терессы, чтобы предотвратить войну между Кентаврами и Амазонками. |            |                                                                         |                  |                                                                                                  |                       |
| 11 | 11         | «Чёрный волк» «The Black Wolf»                                          | Марио Ди Лео     | Алан Джей Глайкман                                                                               | 8 января 1996 года    |
| Зена помогает тайной организации мятежников, последователей человека, известного под именем Чёрный Волк. |            |                                                                         |                  |                                                                                                  |                       |
| 12 | 12         | «Бойтесь греков, дары приносящих» «Beware Greeks Bearing Gifts»         | Ти-Джей Скотт    | Рассказ: Рой Томас и Дженис Хэндлер Телесценарий: Адам Армус и Нора Кей Фостер                   | 15 января 1996 года   |
| Елена из Трои просит Зену приехать в Трою, чтобы помочь остановить 10-летнюю троянскую войну с греками. Зена обнаруживает троянцев-предателей. |            |                                                                         |                  |                                                                                                  |                       |
| 13 | 13         | «Афинская Академия Бардов» «Athens City Academy of the Peforming Bards» | Джейс Александер | Ар-Джей Стюарт и Стивен Л. Сирс                                                                  | 22 января 1996 года   |
| Габриэль хочет выступить в Афинской Городской Академии Выступающих Бардов на ежегодном соревновании. |            |                                                                         |                  |                                                                                                  |                       |
| 14 | 14         | «За пригоршню динаров» «A Fistful of Dinars»                            | Джош Бекер       | Стивен Л. Сирс и Ар-Джей Стюарт                                                                  | 29 января 1996 года   |
| Зена и Габриэль должны объединиться с презренным убийцей и безжалостным военачальником, чтобы найти древние сокровища. |            |                                                                         |                  |                                                                                                  |                       |
| 15 | 15         | «Принцесса… воин» «Warrior… Princess»                                   | Майкл Ливайн     | Бренда Лилли                                                                                     | 5 февраля 1996 года   |
| Зена, оказывается, очень похожа на дочь короля Лия, принцессу Диану. Король обращается к воительнице за помощью, так как ему известно, что готовится заговор против принцессы. Он просит Зену на время «стать принцессой», чтобы удалось «раскрыть все карты» заговорщиков. Она соглашается. |            |                                                                         |                  |                                                                                                  |                       |
| 16 | 16         | «Мёртвый возлюбленный» «Mortal Beloved»                                 | Гарт Максвелл    | Ар-Джей Стюарт                                                                                   | 12 февраля 1996 года  |
| Призрак Маркуса, возлюбленного Зены, позвал Королеву Воинов в Тартар, чтобы она помогла победить сумасшедшего Атиминиуса, укравшего шлем-невидимку бога Аида. |            |                                                                         |                  |                                                                                                  |                       |
| 17 | 17         | «Король воров» «The Royal Couple Of Thieves»                            | Джон Кэмерон     | Стивен Л. Сирс                                                                                   | 19 февраля 1996 года  |
| Зена прибегает к помощи Автолика, хитрого «короля воров», чтобы вернуть бесценный сундук с очень мощным и страшным оружием, похищенный злобным военачальником Мальтусом. |            |                                                                         |                  |                                                                                                  |                       |
| 18 | 18         | «Испытание» «The Prodigal»                                              | Джон Т. Кретчмер | Крис Манхейм                                                                                     | 4 марта 1996 года     |
| Габриэль научилась многому у Зены и спасает свою деревню без помощи подруги. |            |                                                                         |                  |                                                                                                  |                       |
| 19 | 19         | «Жертвенный агнец» «Altared States»                                     | Майкл Ливайн     | Крис Манхейм                                                                                     | 22 апреля 1996 года   |
| Зена и Габриэль вмешиваются в дела одной семьи, чтобы спасти юного Айкуса, которого должен принести в жертву собственный отец, Антеус, считающий, что им руководит сам бог. |            |                                                                         |                  |                                                                                                  |                       |
| 20 | 20         | «Узы дружбы» «Ties That Bind»                                           | Чарльз Сиберт    | Адам Армус и Нора Кей Фостер                                                                     | 29 апреля 1996 года   |
| Арес возвращается, чтобы снова попытаться переманить Зену на тёмную сторону. На этот раз он принимает облик её отца, Атриуса, и устраивает Королеве воинов неожиданную встречу. |            |                                                                         |                  |                                                                                                  |                       |
| 21 | 21         | «Доброе дело» «The Greater Good»                                        | Гэри Джонс       | Стивен Л. Сирс                                                                                   | 6 мая 1996 года       |
| Когда Зену поразил отравленный дротик, Габриэль облачилась в одежды Королевы Воинов, чтобы спасти жизнь Салмонею, которого намеревался убить военачальник Талмадей. |            |                                                                         |                  |                                                                                                  |                       |
| 22 | 22         | «Каллисто» «Callisto»                                                   | Ти-Джей Скотт    | Ар-Джей Стюарт                                                                                   | 13 мая 1996 года      |
| Зена обрела достойного врага, а именно сильную женщину-воина Каллисто, больше всего на свете желающую отомстить Зене за то, что Королева Воинов в прошлом убила её семью. |            |                                                                         |                  |                                                                                                  |                       |
| 23 | 23         | «Маска смерти» «Death Mask»                                             | Стюарт Мэйн      | Питер Алан Филдс                                                                                 | 3 июня 1996 года      |
| Зена встречает своего брата Ториса, и у них появляется общая цель: победить Кертиса, бандита, который несколькими годами раньше разрушил их родную деревню. |            |                                                                         |                  |                                                                                                  |                       |
| 24 | 24         | «Позовите врача» «Is There A Doctor In The House?»                      | Ти-Джей Скотт    | Патрисия Мэнни                                                                                   | 29 июля 1996 года     |
| И снова Зена и Габриэль оказались прямо в центре очередной кровопролитной войны. Благодаря медицинским знаниям, Зене удаётся спасти несколько людей, в том числе и Габриэль. |            |                                                                         |                  |                                                                                                  |                       |

### Сезон 2 (1996—1997)
Показ эпизодов второго сезона длился с 30 сентября 1996 года по 12 мая 1997 года. В целом в рамках сезона было снято 22 серии.
| № общий | № в сезоне | Название                                                 | Режиссёр         | Автор сценария                                                                      | Дата премьеры         |
| --- | ---------- | -------------------------------------------------------- | ---------------- | ----------------------------------------------------------------------------------- | --------------------- |
| 25 | 1          | «Дитя войны» «Orphan of War»                             | Чарльз Сиберт    | Стивен Л. Сирс                                                                      | 30 сентября 1996 года |
| Зена рассказывает Габриэль о своей самой большой и глубокой тайне, когда они встречают Кентавров и объединяются с ними для борьбы со злостным и кровожадным военачальником Дагнином. А тайна заключается в том, что у Зены есть сын. |            |                                                          |                  |                                                                                     |                       |
| 26 | 2          | «Назад в прошлое» «Remember Nothing»                     | Энсон Уильямс    | Рассказ: Стивен Л. Сирс и Крис Манхейм Телесценарий: Крис Манхейм                   | 7 октября 1996 года   |
| Судьбы дают Зене шанс изменить свою жизнь, возвращают её в тот момент, когда она уже почти ступила на путь воина. Зене предстоит нелёгкое испытание, которое она должна преодолеть. Всё бы ничего, но Зена обнаруживает, что Габриэль в этой жизни стала рабыней. |            |                                                          |                  |                                                                                     |                       |
| 27 | 3          | «Великан-убийца» «The Giant Killer»                      | Гэри Джонс       | Терренс Уинтер                                                                      | 14 октября 1996 года  |
| Зена должна сойтись в битве со своим старым другом Голиафом, когда тот доверился филистимлянам, обманным путём заставившим его воевать с израильтянами. У Королевы Воинов нет выбора, она обязана бороться с великаном, иначе может погибнуть множество невинных людей. Однако решающий удар гиганту наносит не она… |            |                                                          |                  |                                                                                     |                       |
| 28 | 4          | «Девочки хотят повеселиться» «Girls Just Wanna Have Fun» | Ти-Джей Скотт    | Адам Армус и Нора Кей Фостер                                                        | 21 октября 1996 года  |
| Зена и Габриэль встречаются с Джоксером и Орфеем и идут бороться со злым богом Вакхом, превращающим невинных девушек в смертельно опасных монстров. |            |                                                          |                  |                                                                                     |                       |
| 29 | 5          | «Возвращение Каллисто» «Return Of Callisto»              | Ти-Джей Скотт    | Ар-Джей Стюарт                                                                      | 28 октября 1996 года  |
| Каллисто сбегает из тюрьмы. Зене предстоит снова сразиться с ней. |            |                                                          |                  |                                                                                     |                       |
| 30 | 6          | «Зена… принцесса… бродяга» «Warrior… Princess… Tramp»    | Джош Бекер       | Ар-Джей Стюарт                                                                      | 4 ноября 1996 года    |
| Принцесса Диана вновь обращается за помощью к Зене, так как на неё опять готовится покушение. Появляется ещё одна женщина, в точности похожая на Диану и Зену, — Мэг. |            |                                                          |                  |                                                                                     |                       |
| 31 | 7          | «Знакомый незнакомец» «Intimate Stranger»                | Гэри Джонс       | Стивен Л. Сирс                                                                      | 11 ноября 1996 года   |
| При помощи Ареса Каллисто удаётся сбежать из Тартара. Она возвращается на эту землю, поменявшись телами с Зеной. Две воительницы снова сражаются, только теперь Зена выглядит как Каллисто, а Каллисто — как Зена. Габриэль поставлена в сложное положение, ведь её лучшая подруга выглядит, как самый страшный враг сказительницы, как человек, смерти которого она желала больше всего на свете.                                          |            |                                                          |                  |                                                                                     |                       |
| 32 | 8          | «Десять воинов» «Ten Little Warlords»                    | Чарльз Сиберт    | Пол Роберт Койл                                                                     | 18 ноября 1996 года   |
| Всё ещё находясь в теле Каллисто, Зена оказывается среди нескольких военачальников, готовых на всё ради того, чтобы занять место Ареса, недавно «свергнутого» бога войны. |            |                                                          |                  |                                                                                     |                       |
| 33 | 9          | «Праздник солнцестояния» «A Solstice Carol»              | Джон Т. Кретчмер | Крис Манхейм                                                                        | 9 декабря 1996 года   |
| Зена и Габриэль прибегают к очень хитрой уловке, чтобы замкнувшийся в себе после ухода жены король Силвус разрешил людям праздновать день Зимнего Солнцестояния. |            |                                                          |                  |                                                                                     |                       |
| 34 | 10         | «Хроники Зены» «The Xena Scrolls»                        | Чарли Хаскелл    | Рассказ: Роберт Сидни Мелетт Телесценарий: Адам Армус и Нора Кей Фостер             | 13 января 1997 года   |
| Когда в 1940 году доктор Дженис Ковингтон и Мелинда Паппас, будущие потомки Зены и Габриэль, находят Хроники Зены, в Мелинде просыпается дух Зены. Отважной воительнице предстоит помешать Аресу покинуть древнюю гробницу и появиться в XX веке. |            |                                                          |                  |                                                                                     |                       |
| 35 | 11         | «Мисс Амфиполис» «Here She Comes… Miss Amphipolis»       | Марина Саргенти  | Крис Манхейм                                                                        | 20 января 1997 года   |
| Зена становится участницей Конкурса Красоты, устроенного Салмонеем. Она скрывается под именем Мисс Амфиполис и пытается найти саботажника, покушающегося на участниц конкурса, чтобы сорвать его и разжечь войну. |            |                                                          |                  |                                                                                     |                       |
| 36 | 12         | «Судьба» «Destiny»                                       | Роберт Таперт    | Ар-Джей Стюарт и Стивен Л. Сирс                                                     | 27 января 1997 года   |
| Почти смертельная рана заставляет Зену, находящуюся без сознания, вновь пережить всё то, что изменило её как воина и дало повод жить дальше. |            |                                                          |                  |                                                                                     |                       |
| 37 | 13         | «Воскрешение» «The Quest»                                | Майкл Ливайн     | Рассказ: Крис Манхейм, Стивен Л. Сирс и Ар-Джей Стюарт Телесценарий: Стивен Л. Сирс | 3 февраля 1997 года   |
| Душа Зены вселяется в тело Автолика, короля воров, и заставляет его отправиться на поиски Амброзии, пищи богов, чтобы вернуть бездыханному телу Королевы Воинов жизнь. Но всё оказывается не так просто, ведь Габриэль, пребывая в скорби по погибшей подруге, относит Зену к амазонкам и там её тело должны сжечь. Габриэль собирается стать Королевой Амазонок. Автолику придётся столкнуться с целой армией амазонок, чтобы спасти Зену. |            |                                                          |                  |                                                                                     |                       |
| 38 | 14         | «Необходимое зло» «A Necessary Evil»                     | Марк Бизли       | Пол Роберт Койл                                                                     | 10 февраля 1997 года  |
| Когда беспощадная амазонка Веласка становится бессмертной, съев кусочек Амброзии, Зена освобождает Каллисто, чтобы безжалостная воительница сразилась с обезумевшей амазонкой. План Зены почти срывается. |            |                                                          |                  |                                                                                     |                       |
| 39 | 15         | «Один день из жизни Зены» «A Day in the Life»            | Майкл Хёрст      | Ар-Джей Стюарт                                                                      | 17 февраля 1997 года  |
| Зена и Габриэль сражаются против самого ужасного в мире великана. Но вся проблема состоит в том, что у них на это есть всего 24 часа. |            |                                                          |                  |                                                                                     |                       |
| 40 | 16         | «По ком звонит колокол» «For Him the Bell Tolls»         | Джош Бекер       | Адам Армус и Нора Кей Фостер                                                        | 24 февраля 1997 года  |
| У Габриэль и Джоксера появляются новые проблемы. Афродита затуманивает разум Джоксера, так что он при звоне колокольчика превращается в отважного героя, но если он ещё раз услышит этот звон, вновь становится размазнёй. Богиня любви хочет предотвратить брак двоих влюблённых, так как этот союз приведёт к разрушению храмов Афродиты, а Джоксер становится пешкой в её руках.                                                         |            |                                                          |                  |                                                                                     |                       |
| 41 | 17         | «Приговор» «The Execution»                               | Гарт Максвелл    | Пол Роберт Койл                                                                     | 7 апреля 1997 года    |
| Зена и Габриэль вмешиваются в судебное разбирательство над их другом Мелиаджером Могучим, которого обвиняют в убийстве и собираются казнить. Габриэль помогает ему бежать, но Зена отправляется вдогонку. Оказывается, что истинный убийца — вовсе не Мелиаджер. |            |                                                          |                  |                                                                                     |                       |
| 42 | 18         | «Слепая вера» «Blind Faith»                              | Джош Бекер       | Адам Армус и Нора Кей Фостер                                                        | 14 апреля 1997 года   |
| В очередном сражении Зена теряет зрение, в результате чего Габриэль похитили. Королева воинов должна спасти подругу и не потерять способность видеть навсегда. |            |                                                          |                  |                                                                                     |                       |
| 43 | 19         | «Одиссей» «Ulysses»                                      | Майкл Ливайн     | Ар-Джей Стюарт                                                                      | 21 апреля 1997 года   |
| Зена и Габриэль встречают на берегу моря царя Итаки Одиссея. Они вместе отправляются на Итаку, но им постоянно мешает Посейдон. Зена влюбляется в Одиссея, а он в неё, так как думает, что его жена уже мертва. Когда оказывается, что супруга царя Итаки всё-таки жива, Зена говорит Одиссею, что не любит его, хотя это не так, просто Королева Воинов не хотела разрушать союз двух любящих сердец.                                      |            |                                                          |                  |                                                                                     |                       |
| 44 | 20         | «Цена» «The Price»                                       | Оли Сассон       | Стивен Л. Сирс                                                                      | 28 апреля 1997 года   |
| Зена и Габриэль оказываются на территории, где правит дикое племя, известное как Орда. Они находят старую крепость, в которой укрепились остатки афинской армии. Зена возвращается к своему старому облику, чтобы привести удручённых солдат в форму и навести порядок. Но возвратившаяся безжалостность Зены ужасает Габриэль. |            |                                                          |                  |                                                                                     |                       |
| 45 | 21         | «Проклятый моряк» «Lost Mariner»                         | Гарт Максвелл    | Стивен Л. Сирс                                                                      | 5 мая 1997 года       |
| После кораблекрушения, Габриэль оказывается на борту проклятого судна, на котором путешествует Сайкропс — проклятый Посейдоном моряк (Cycrops). Вскоре, ей и Зене предстоит встреча с грозным богом морей. |            |                                                          |                  |                                                                                     |                       |
| 46 | 22         | «Любовная лихорадка» «A Comedy of Eros»                  | Чарльз Сиберт    | Крис Манхейм                                                                        | 12 мая 1997 года      |
| Зена вновь встречается с Дрейко, который хочет продать нескольких молодых девушек в рабство, но в попытке остановить его она неожиданно… влюбляется в него. Тем временем (и при тех же странных обстоятельствах), Габриэль с первого взгляда влюбляется в Джоксера. Они должны остановить Дрейко и разобраться, в чём причина их странной любви…                                                                                            |            |                                                          |                  |                                                                                     |                       |

### Сезон 3 (1997—1998)
Как и предыдущий, третий сезон включает в себя 22 серии. Все эпизоды были показаны в период с 29 сентября 1997 года по 11 мая
| № общий | № в сезоне | Название                                            | Режиссёр                        | Автор сценария                                                                                  | Дата премьеры         |
| --- | ---------- | --------------------------------------------------- | ------------------------------- | ----------------------------------------------------------------------------------------------- | --------------------- |
| 47 | 1          | «Фурии» «The Furies»                                | Гилберт Шилтон                  | Ар-Джей Стюарт                                                                                  | 29 сентября 1997 года |
| Арес привлекает фурий к его войне с Зеной и она сходит с ума. Чтобы вернуть чистоту разума, королева воинов должна убить собственную мать. Однако Габриэль ведёт её в храм фурий, чтобы доказать, что Арес солгал. |            |                                                     |                                 |                                                                                                 |                       |
| 48 | 2          | «Бесконечный день» «Been There, Done That»          | Эндрю Меррифилд                 | Хиллари Дж. Бейдер                                                                              | 6 октября 1997 года   |
| Зена, Габриэль и Джоксер попадают в город, где день, окончившись, повторяется заново. Зена должна остановить вражду и спасти невесту от самоубийства, чтобы боги разрешили времени идти дальше. |            |                                                     |                                 |                                                                                                 |                       |
| 49 | 3          | «Команда убийц» «The Dirty Half Dozen»              | Рик Джейкобсон                  | Стивен Л. Сирс                                                                                  | 13 октября 1997 года  |
| Зена нанимает банду головорезов для борьбы с Агатоном, которому бог Арес дал в руки оружие, выкованное из металла Гефеста. |            |                                                     |                                 |                                                                                                 |                       |
| 50 | 4          | «Посланник» «The Deliverer»                         | Оли Сэссон                      | Стивен Л. Сирс                                                                                  | 20 октября 1997 года  |
| Зена, Габриэль и первый священник культа Единого Бога плывут в Британию для борьбы с их общим врагом — Цезарем |            |                                                     |                                 |                                                                                                 |                       |
| 51 | 5          | «Надежда Габриэль» «Gabrielle’s Hope»               | Чарльз Сиберт и Эндрю Меррифилд | Ар-Джей Стюарт                                                                                  | 27 октября 1997 года  |
| После встречи со злом по имени Дахак у Габриэль родилась дочь. Она назвала её Надеждой, надеясь на лучшее и стараясь не думать о том, что её отец — сам бог Зла. |            |                                                     |                                 |                                                                                                 |                       |
| 52 | 6          | «Долг. Часть 1» «The Debt 1»                        | Оли Сэссон                      | Рассказ: Роберт Таперт и Ар-Джей Стюарт Телесценарий: Ар-Джей Стюарт                            | 3 ноября 1997 года    |
| Зена отправляется в Королевство Чин, чтобы «вернуть долг». Но Габриэль не может допустить того, чтобы Зена убила человека, и при помощи Ареса она прибывает сюда раньше Зены. |            |                                                     |                                 |                                                                                                 |                       |
| 53 | 7          | «Долг. Часть 2» «The Debt 2»                        | Оли Сэссон                      | Рассказ: Роберт Таперт и Ар-Джей Стюарт Телесценарий: Ар-Джей Стюарт                            | 10 ноября 1997 года   |
| Все планы Зены сорваны. Габриэль предупредила Зелёного Дракона о готовящемся на него покушении. Королева Воинов схвачена. Зену должны казнить, но внезапно у неё появляется сверхъестественная сила, которую ей дала покойная Лао Ма. Королева Воинов собирается убить Минг-Тьена, но Габриэль просит её не делать этого. Зена соглашается, но как только подруга выходит, она убивает своего врага. |            |                                                     |                                 |                                                                                                 |                       |
| 54 | 8          | «Король убийц» «The King Of Assassins»              | Брюс Кэмпбелл                   | Адам Армус и Нора Кей Фостер                                                                    | 17 ноября 1997 года   |
| Габриэль, Джоксер и Автолик направляются в замок, чтобы помешать наёмному убийце, брату-близнецу Джоксера, убить Клеопатру. |            |                                                     |                                 |                                                                                                 |                       |
| 55 | 9          | «Зена, жрица и бродяжка» «Warrior…priestess…tramp»  | Роберт Джинти                   | Адам Армус и Нора Кей Фостер                                                                    | 12 января 1998 года   |
| Зена опять должна помешать осуществлению заговора… Появляется ещё одна женщина, в точности похожая на неё — жрица Лиа. Злодей Балиус, узнав то, как похожи друг на друга Мэг и жрица Лиа, подменяет жрицу бродяжкой, а от самой Лии пытается избавиться. |            |                                                     |                                 |                                                                                                 |                       |
| 56 | 10         | «Что написано пером…» «The Quill Is Mighter…»       | Эндрю Меррифилд                 | Хиллари Дж. Бейдер                                                                              | 19 января 1998 года   |
| Афродита наносит заклинание на свиток Габриэль — все, что она пишет становится былью. Однако на деле получается, что написанное не всегда означает именно то, что ты желаешь. |            |                                                     |                                 |                                                                                                 |                       |
| 57 | 11         | «Материнский инстинкт» «Maternal Instincts»         | Марк Бизли                      | Крис Манхейм                                                                                    | 26 января 1998 года   |
| Зена и Габриэль встречаются со своими детьми, Соланом и Надеждой. Но из-за Каллисто их встреча не станет счастливой. |            |                                                     |                                 |                                                                                                 |                       |
| 58 | 12         | «Мир Иллюзий» «The Bitter Suite»                    | Оли Сэссон                      | Стивен Л. Сирс и Крис Манхейм                                                                   | 2 февраля 1998 года   |
| Конфликт между Зеной и Габриэль привёл их в странный воображаемый мир под названием Иллюзия, где все поют, а не говорят. Им придётся пройти все круги ада, дабы понять, что злоба и ненависть совсем не тот путь, что им предназначен. |            |                                                     |                                 |                                                                                                 |                       |
| 59 | 13         | «Один в поле воин» «One Against An Army»            | Пол Линч                        | Джин О'Нил и Норин Тобин                                                                        | 9 февраля 1998 года   |
| Когда в Габриэль попадает ядовитая стрела, Зена должна найти способ спасти подругу и не допустить персидскую армию в Афины. Как всегда, смекалка не покидает Королеву Воинов и она успешно справляется с задачей. |            |                                                     |                                 |                                                                                                 |                       |
| 60 | 14         | «Прощение» «Forgiven»                               | Гарт Максвелл                   | Ар-Джей Стюарт                                                                                  | 16 февраля 1998 года  |
| Зена и Габриэль должны вернуть священную урну Аполлона, украденную бандитами. Они встречают 16-летнюю девушку Тару, которая хочет изменить свою жизнь, ведь до этого она была преступницей. Тара хочет путешествовать с Зеной, заняв место Габриэль. |            |                                                     |                                 |                                                                                                 |                       |
| 61 | 15         | «Король мошенников» «King Con»                      | Дженет Грик                     | Крис Манхейм                                                                                    | 23 февраля 1998 года  |
| Джоксер выигрывает кучу денег в казино, но хозяин не желает так просто расстаться со своими богатствами — он посылает банду своих убийц найти Джоксера и отнять у него выигрыш. Однако есть неувязочка — Джоксер-то друг Зены! |            |                                                     |                                 |                                                                                                 |                       |
| 62 | 16         | «Римские каникулы» «When in Rome…»                  | Джон Лейинг                     | Стивен Л. Сирс                                                                                  | 2 марта 1998 года     |
| Зена и Габриэль возвращаются в Рим, чтобы помочь смелому воину-галлу, Верциниксу, в его борьбе против Цезаря. |            |                                                     |                                 |                                                                                                 |                       |
| 63 | 17         | «Память» «Forget Me Not»                            | Чарли Хаскелл                   | Хиллари Дж. Бейдер                                                                              | 9 марта 1998 года     |
| Измученная воспоминаниями прошлого, Габриэль отправляется в храм богини Мнемозины, которая отправляет Габриэль в путешествие по своему разуму. |            |                                                     |                                 |                                                                                                 |                       |
| 64 | 18         | «Рыба, красота и бриллиант» «Fins, Femmes and Gems» | Джош Бекер                      | Рассказ: Роберт Таперт, Адам Армус и Нора Кей Фостер Телесценарий: Адам Армус и Нора Кей Фостер | 13 апреля 1998 года   |
| Когда Афродита заполучает украденный Мистический Алмаз, она насылает наваждение на Зену, Габриэль и Джоксера. Зену непреодолимо потянуло на рыбалку, Габриэль влюбилась сама в себя, а Джоксер стал Королём Джунглей. Но и это не помешало Королеве Воинов вернуть на место бриллиант, помогающий светить Северной Звезде.                                                                           |            |                                                     |                                 |                                                                                                 |                       |
| 65 | 19         | «Цунами» «Tsunami»                                  | Джон Лейинг                     | Крис Манхейм                                                                                    | 20 апреля 1998 года   |
| Зена, Габриэль и Автолик волей судеб оказываются на корабле, которому не суждено больше пристать к земле — на их пути встаёт гигантская волна, цунами. Им необходимо найти способ выбраться из затонувшего и перевернувшегося корабля. |            |                                                     |                                 |                                                                                                 |                       |
| 66 | 20         | «Фокус с исчезновением» «Vanishing Act»             | Эндрю Меррифилд                 | Терренс Уинтер                                                                                  | 27 апреля 1998 года   |
| Репутация Автолика, Короля воров, испорчена — кто-то другой похищает у него из под носа десятиметровую статую из чистого золота. Он уговаривает Зену и Габриэль последовать своему плану возврата статуи. |            |                                                     |                                 |                                                                                                 |                       |
| 67 | 21         | «Жертвоприношение. Часть 1» «Sacrifice: Part 1»     | Дэвид Уорри-Смит                | Стивен Л. Сирс                                                                                  | 4 мая 1998 года       |
| Зена и Габриэль спасают от смерти подругу Габриэль, Серафин, которая хочет принести себя в жертву, чтобы дочь Габриэль, Надежда, могла вернуться в мир. |            |                                                     |                                 |                                                                                                 |                       |
| 68 | 22         | «Жертвоприношение. Часть 2» «Sacrifice: Part 2»     | Пол Роберт Койл                 | Рик Джейкобсон                                                                                  | 11 мая 1998 года      |
| Надежда принимает внешность своей матери, Габриэль, и объединяется с Аресом для создания расы суперсуществ. У Зены появляется союзник — Каллисто… |            |                                                     |                                 |                                                                                                 |                       |

### Сезон 4 (1998—1999)
В рамках четвёртого сезона было снято 22 серии, показанных с 28 сентября 1998 года по 17 мая 1999 года.
| № общий | № в сезоне | Название                                                                     | Режиссёр         | Автор сценария                                                       | Дата премьеры         |
| --- | ---------- | ---------------------------------------------------------------------------- | ---------------- | -------------------------------------------------------------------- | --------------------- |
| 69 | 1          | «Приключения в стране смерти. Часть 1» «Adventures in the Sin Trade: Part 1» | Ти-Джей Скотт    | Рассказ: Роберт Таперт и Ар-Джей Стюарт Телесценарий: Ар-Джей Стюарт | 28 сентября 1998 года |
| Зена отправляется на поиски потерянной души Габриэль. Направляемая голосом подруги, который доносит до неё ветер, она ищет подругу в подземном мире, у амазонок… |            |                                                                              |                  |                                                                      |                       |
| 70 | 2          | «Приключения в стране смерти. Часть 2» «Adventures in the Sin Trade: Part 2» | Ти-Джей Скотт    | Рассказ: Роберт Таперт и Ар-Джей Стюарт Телесценарий: Ар-Джей Стюарт | 5 октября 1998 года   |
| Зена встречается со злой ведьмой Алти и узнаёт, что Габриэль всё ещё жива. |            |                                                                              |                  |                                                                      |                       |
| 71 | 3          | «Семейное дело» «A Family Affair»                                            | Дуг Лефлер       | Рассказ: Лиз Фридман и Крис Манхейм Телесценарий: Крис Манхейм       | 12 октября 1998 года  |
| Габриэль наконец-то возвращается домой и встречает свою семью, ставшую несколько большей, чем она предполагала. Но все жители её деревни, помнящие Зену как злобную воительницу, не желают прощать Королеву воинов. Неожиданно они снова встречаются с Надеждой, которая сейчас не одна…                                                                           |            |                                                                              |                  |                                                                      |                       |
| 72 | 4          | «В здоровье и в болезни» «In Sickness and in Hell»                           | Джош Бекер       | Адам Армус и Нора Кей Фостер                                         | 19 октября 1998 года  |
| Зена и Габриэль идут спасать Арго, лошадь Зены, которую похитили Скицианцы. |            |                                                                              |                  |                                                                      |                       |
| 73 | 5          | «Во всём виновата война» «A Good Day»                                        | Рик Джейкобсон   | Стивен Л. Сирс                                                       | 26 октября 1998 года  |
| Гражданская война между войсками Цезаря и Помпея докатилась и до Греции. Опасаясь за судьбу Греции, Зена вступает в борьбу и хитростью заставляет неприятелей воевать по её плану. |            |                                                                              |                  |                                                                      |                       |
| 74 | 6          | «История о двух музах» «A Tale of Two Muses»                                 | Майкл Хёрст      | Джиллиан Хорват                                                      | 2 ноября 1998 года    |
| Габриэль и Зена попадают в город, в котором запрещены танцы и музыка. Они обе не согласны с таким положением дел и заручаются помощью Автолика, который переодевается в проповедника и играет роль «плохого парня», на стороне магистрата. |            |                                                                              |                  |                                                                      |                       |
| 75 | 7          | «Под замком» «Locked Up and Tied Down»                                       | Рик Джейкобсон   | Рассказ: Роберт Таперт и Джош Бекер Телесценарий:Хиллари Дж. Бейдер  | 9 ноября 1998 года    |
| Зену приговаривают к заключению за совершённые ею в прошлом преступления. |            |                                                                              |                  |                                                                      |                       |
| 76 | 8          | «Сила добра» «Crusader»                                                      | Пол Линч         | Ар-Джей Стюарт                                                       | 16 ноября 1998 года   |
| Когда появляется спасительница Наджара, проповедующая свет и мир во всём мире, Габриэль уходит с ней. Зена убеждает подругу, что всё может оказаться не совсем таким, как кажется. |            |                                                                              |                  |                                                                      |                       |
| 77 | 9          | «Дела минувших дней» «Past Imperfect»                                        | Гарт Максвелл    | Стивен Л. Сирс                                                       | 4 января 1999 года    |
| Зена и Габриэль приходят на помощь осаждённому городу. Вскоре Зена обнаруживает, что враг в точности повторяет её собственную стратегию, которую она применяла, когда была на стороне зла. |            |                                                                              |                  |                                                                      |                       |
| 78 | 10         | «Ключ к королевству» «Key to the Kingdom»                                    | Брюс Кэмпбелл    | Эрик Моррис                                                          | 11 января 1999 года   |
| Двойник Зены, барменша Мег, убеждает Автолика помочь ей украсть одного особенного ребёнка. |            |                                                                              |                  |                                                                      |                       |
| 79 | 11         | «Дочь Помиры» «Daughter of Pomira»                                           | Патрик Норрис    | Линда МакГибни                                                       | 18 января 1999 года   |
| Одна девушка стала на границе между двумя враждующими народами. Зена и Габриэль пытаются воссоединить её родственников. |            |                                                                              |                  |                                                                      |                       |
| 80 | 12         | «Падчерица» «If the Shoe Fits…»                                              | Джош Бекр        | Адам Армус и Нора Кей Фостер                                         | 25 января 1999 года   |
| Габриэль, Зена, Джоксер и Афродита пытаются уговорами и различными историями объяснить убежавшей из дома маленькой принцессе, что такое родной дом. |            |                                                                              |                  |                                                                      |                       |
| 81 | 13         | «Рай обретённый» «Paradise Found»                                            | Роберт Таперт    | Крис Манхейм                                                         | 1 февраля 1999 года   |
| Зена и Габриэль оказываются в красивом месте, как они предполагают, в раю. Габриэль продолжает свои духовные поиски, а Зена в то же время теряется на тёмной стороне. Настоящий рай для одной вполне может оказаться адом для другой. |            |                                                                              |                  |                                                                      |                       |
| 82 | 14         | «Дэви» «Devi»                                                                | Гарт Максвелл    | Крис Манхейм                                                         | 8 февраля 1999 года   |
| Зена и Габриэль путешествуют по Индии, где Зена помогает освободить мага по имени Элай, а Габриэль обнаруживает в себе силу — излечение людей. Габриэль, которую священник деревни назвал «Дэви», начинает творить чудеса, однако что-то оказывается не так. Как предполагает Зена, в Габриэль вселился злой дух и при помощи Элая им придётся провести экзорцизм. |            |                                                                              |                  |                                                                      |                       |
| 83 | 15         | «Между строк» «Between the Lines»                                            | Рик Джейкобсон   | Стивен Л. Сирс                                                       | 15 февраля 1999 года  |
| В Индии Зена и Габриэль прошли через кармический туннель в будущее, где они встречают новое воплощение злой шаманки Алти. Зена с подругой должны взглянуть на своё собственное будущее и задуматься о поступках, от которых им лучше воздержаться в прошлом. |            |                                                                              |                  |                                                                      |                       |
| 84 | 16         | «Путь» «The Way»                                                             | Джон Фоссет      | Ар-Джей Стюарт                                                       | 22 февраля 1999 года  |
| Зена просит помощи у индийского бога Кришны, чтобы спасти Габриэль и Элая, похищенных Королём Демонов. |            |                                                                              |                  |                                                                      |                       |
| 85 | 17         | «Весь мир — театр» «The Play’s the Thing»                                    | Кристофер Грейвз | Эшли Гейбл и Томас Э. Свайден                                        | 15 марта 1999 года    |
| Габриэль пробует себя на театральном поприще. Но её дебют не всеми был встречен на ура — она становится «пешкой» в театральном мошенничестве, когда один из её свитков попадает в руки Зеры (Zehra) — «Королевы». |            |                                                                              |                  |                                                                      |                       |
| 86 | 18         | «Обращённая» «The Convert»                                                   | Эндрю Меррифилд  | Крис Манхейм                                                         | 19 апреля 1999 года   |
| Наджара возвращается с новыми идеями «мира и дружбы», а Джоксер борется с воспоминаниями о совершённом им когда-то убийстве. |            |                                                                              |                  |                                                                      |                       |
| 87 | 19         | «Чисто греческое убийство» «Takes One to Know One»                           | Кристофер Грейвз | Джефф Влейминг                                                       | 26 апреля 1999 года   |
| Друзья и семейство Габриэль становятся подозреваемыми в убийстве, а всё из-за того, что они просто собрались вместе отпраздновать день рождения Габриэль и преподнести ей сюрприз… |            |                                                                              |                  |                                                                      |                       |
| 88 | 20         | «Конец игры» «Endgame»                                                       | Гарт Максвелл    | Стивен Л. Сирс                                                       | 3 мая 1999 года       |
| Римскому лидеру Бруту удалось убить Эфини, а кто-то другой захватил в плен амазонок с целью продать их в рабство. Зена возвращается в племя, чтобы стать их королевой. Но с кем ей разбираться — с негодяем Брутом или помпейцами? |            |                                                                              |                  |                                                                      |                       |
| 89 | 21         | «Мартовские иды» «Ides of March»                                             | Кен Джиротти     | Ар-Джей Стюарт                                                       | 10 мая 1999 года      |
| Для того, чтобы избавиться от проклятия, Каллисто решает испортить жизнь Зене и помочь Цезарю стать императором. Его соперник Брут похищает Габриэль и амазонку Амарис, но Цезарь узнаёт его истинные планы… |            |                                                                              |                  |                                                                      |                       |
| 90 | 22         | «Дежавю» «Deja Vu All Over Again»                                            | Рене О'Коннор    | Ар-Джей Стюарт                                                       | 17 мая 1999 года      |
| Энни просыпается среди ночи, будит своего мужа Гарри и рассказывает ему, что в прошлой жизни она была Зеной. Она решает, что может стать таким же героем, как и Зена, и сможет наконец вернуть порядок на улицы ночного города. Муж ведёт свою «помешанную» жену к доктору Мэтти Мерилл, которая известна, как эксперт в области прошлых жизней…                   |            |                                                                              |                  |                                                                      |                       |

### Сезон 5 (1999—2000)
Пятый сезон, как и почти все сезоны сериала, насчитывает 22 серии. Эпизоды транслировались с 27 сентября 1999 года по 15 мая 2000 года.
| № общий | № в сезоне | Название                                               | Режиссёр        | Автор сценария                                                                                 | Дата премьеры         |
| --- | ---------- | ------------------------------------------------------ | --------------- | ---------------------------------------------------------------------------------------------- | --------------------- |
| 91 | 1          | «Падший ангел» «Fallen Angel»                          | Джон Фоссет     | Рассказ: Роберт Таперт и Ар-Джей Стюарт Телесценарий: Ар-Джей Стюарт                           | 27 сентября 1999 года |
| После того, как Зену и Габриэль римляне распяли на крестах, подруги попадают в иной мир. Но душу Габриэль похищают демоны, направляемые Каллисто. Архангелам удаётся спасти сказительницу, а Зена очищает Каллисто и сама становится демоном Ада. Каллисто становится святой, а Зена пытается забрать Габриэль в Ад. |            |                                                        |                 |                                                                                                |                       |
| 92 | 2          | «Шакрам» «Chakram»                                     | Дуг Лефлер      | Крис Манхейм                                                                                   | 4 октября 1999 года   |
| Элай воскрешает Зену и Габриэль, но Зена не помнит ровным счётом ничего из своей жизни, не помнит, что была когда-то воином, а Арес пытается этим воспользоваться. |            |                                                        |                 |                                                                                                |                       |
| 93 | 3          | «Преемница» «Succession»                               | Рик Джейкобсон  | Стивен Л. Сирс                                                                                 | 11 октября 1999 года  |
| Арес ищет преемницу, которая должна быть сильнее Зены, чтобы заменить её. Свою кандидатуру выставляет бывшая фурия, но у бога войны планы грандиознее — он хочет переманить на свою сторону Габриэль, которая по идее многому должна была научиться у Зены. |            |                                                        |                 |                                                                                                |                       |
| 94 | 4          | «Животная притягательность» «Animal Attraction»        | Рик Джейкобсон  | Крис Манхейм                                                                                   | 18 октября 1999 года  |
| Зена и компания отправляются в северные страны, где Зена узнаёт о своей беременности. Амарис встречает Армана, и между ними вспыхивают сильные чувства. |            |                                                        |                 |                                                                                                |                       |
| 95 | 5          | «Битва скелетов» «Them Bones Them Bones»               | Джон Фоссет     | Бадди Уиллерс                                                                                  | 1 ноября 1999 года    |
| Алти пытается забрать душу ребёнка Зены, чтобы перевоплотиться в его теле. Бой за душу происходит в мире снов, где возможно всё. |            |                                                        |                 |                                                                                                |                       |
| 96 | 6          | «Чистота» «Purity»                                     | Марк Бизли      | Джефф Влейминг                                                                                 | 8 ноября 1999 года    |
| Габриэль и Зена видят умирающего монаха, который передаёт весточку Зене. Королева воинов должна направиться в Китай, чтобы защитить книгу своего учителя Лао Ма, в которой сокрыта великая тайна. Но Зене мешают. |            |                                                        |                 |                                                                                                |                       |
| 97 | 7          | «Любовь побеждает войну» «Back in the Bottle»          | Рик Джейкобсон  | Рассказ: Роберт Таперт и Стивен Л. Сирс Телесценарий: Бадди Уиллерс                            | 15 ноября 1999 года   |
| Зена должна понять, что же ей пытается сказать Лао Ма, находящаяся в ином мире. В противном случае может погибнуть множество жителей Китая, Габриэль и Джоксер. |            |                                                        |                 |                                                                                                |                       |
| 98 | 8          | «Небольшие проблемы» «Little Problems»                 | Эллисон Лидди   | Грег Острин                                                                                    | 22 ноября 1999 года   |
| Габриэль и Афродита пытаются придумать способ вызволения души Зены из тела маленькой девочки Дафны. |            |                                                        |                 |                                                                                                |                       |
| 99 | 9          | «Семена веры» «Seeds of Faith»                         | Гарт Максвелл   | Джордж Стрейтон и Том Онейл                                                                    | 10 января 2000 года   |
| Элай говорит людям, что смертные прекрасно могут обойтись без богов, за что бог войны Арес убивает его. Габриэль, которая ничем не могла помочь своему другу, винит в его смерти себя. А Зена, наконец, узнаёт, почему она оказалась беременной. |            |                                                        |                 |                                                                                                |                       |
| 100 | 10         | «Лиры и пламенные сердца» «Lyre, Lyre, Hearts on Fire» | Марк Бизли      | Адам Армус и Нора Кей Фостер                                                                   | 17 января 2000 года   |
| Чтобы избежать войны за обладание лирой Терпсихоры, Зена объявляет о том, что инструмент получит тот, кто выиграет в музыкальном сражении в музыкальной столице Греции — Мелодии. Здесь королева воинов встречает свою мать Сирену, Джоксер — своего брата-близнеца Джейса, а Габриэль тщетно пытается избегать своего обожателя Дрэйко. |            |                                                        |                 |                                                                                                |                       |
| 101 | 11         | «Нанося удары» «Punch Lines»                           | Эндрю Меррифилд | Крис Манхейм                                                                                   | 24 января 2000 года   |
| Габриэль понимает, что совершенно забросила свою «бардовскую» деятельность, и решает написать какую-нибудь историю. Но у неё ничего не получается. Афродита пытается помочь подруге и просит рассказать ей какую-нибудь историю, например, о том, что произошло в этот день. Габриэль начинает повествование с того, как она и Арго резко уменьшились в размерах, а всё потому, что сказительница стала мыть лошадь водой из водоёма, принадлежащего Лакримусу, богу отчаяния. |            |                                                        |                 |                                                                                                |                       |
| 102 | 12         | «Бог боится ребёнка» «God Fearing Child»               | Филип Сгриккиа  | Рассказ: Крис Манхейм Телесценарий: Роберто Гастон Орси и Алекс Курцман                        | 31 января 2000 года   |
| Зевс узнаёт, что ребёнок Зены может принести смерть всем богам Олимпа. Царь богов решает убить королеву воинов, но на её защищает Геракл. Также на стороне героев сама богиня Гера, которая пошла против мужа и, фактически, всех остальных богов. Геракл убивает отца, а у Зены рождается дочь, которую она называет Евой. |            |                                                        |                 |                                                                                                |                       |
| 103 | 13         | «Вечные узы» «Eternal Bonds»                           | Марк Бизли      | Крис Манхейм                                                                                   | 7 февраля 2000 года   |
| Зену и Еву пытаются убить отравленным мечом, но вместо них удар получает Джоксер. Пока Габриэль пытается найти противоядие, королеве воинов приходится иметь дело с армией, посланной богами Олимпа. |            |                                                        |                 |                                                                                                |                       |
| 104 | 14         | «Амфиполис в осаде» «Amphipolis Under Siege»           | Марк Бизли      | Крис Блэк                                                                                      | 14 февраля 2000 года  |
| Афина атакует родной город Зены — Амфиполис, чтобы убить Зену и Еву и предотвратить Сумерки Богов. |            |                                                        |                 |                                                                                                |                       |
| 105 | 15         | «Подводный мир» «Married with Fishsticks»              | Пол Гриндер     | Кевин Мейнард                                                                                  | 21 февраля 2000 года  |
| Габриэль теряет сознание и падает в море. Когда она приходит в себя, обнаруживает, что является женой жителя подводного царства и матерью нескольких детей. |            |                                                        |                 |                                                                                                |                       |
| 106 | 16         | «Жизненная сила» «Lifeblood»                           | Майкл Хёрст     | Рассказ: Роб Таперт и Ар-Джей Стюарт Телесценарий: Ар-Джей Стюарт, Джордж Стрейтон и Том Онейл | 13 марта 2000 года    |
| Зена и Габриэль отправляются к амазонкам, чтобы сделать Еву их принцессой. |            |                                                        |                 |                                                                                                |                       |
| 107 | 17         | «Родственные души» «Kindred Spirits»                   | Джош Бекер      | Джордж Стрейтон и Том Онейл                                                                    | 20 марта 2000 года    |
| Джоксер нарушает один из законов амазонок. У Габриэль возникает несколько проблем: во-первых, она должна выбирать: стать королевой амазонок или продолжить путешествовать с Зеной, а во-вторых, в качестве наказания Джоксеру она должна лично выколоть ему глаз. |            |                                                        |                 |                                                                                                |                       |
| 108 | 18         | «Антоний и Клеопатра» «Antony & Cleopatra»             | Майкл Хёрст     | Карл Эллсворт                                                                                  | 17 апреля 2000 года   |
| Клеопатру убивают. Зена и Габриэль должны найти убийцу и защитить египетский флот от посягательств римлян — Марка Антония и Брута. |            |                                                        |                 |                                                                                                |                       |
| 109 | 19         | «Глядя смерти в лицо» «Looking Death in the Eye»       | Гарт Максвелл   | Карл Эллсворт                                                                                  | 24 апреля 2000 года   |
| Постаревший Джоксер покупает у торговца последний свиток Габриэль, в котором описывается то, как Зена и Габриэль попытались обмануть богов, инсценировав собственную смерть. Им это удалось, но они не учли одного — Арес похоронил их в ледяных пещерах… |            |                                                        |                 |                                                                                                |                       |
| 110 | 20         | «Ливия» «Livia»                                        | Рик Джейкобсон  | Крис Манхейм                                                                                   | 1 мая 2000 года       |
| 25 лет Зена и Габриэль провели в ледяных пещерах. Очнувшись от глубокого сна, они первым делом отправились на поиски Евы. Оказалось, что Ева стала Дочерью Рима, которую все знали как Ливию. |            |                                                        |                 |                                                                                                |                       |
| 111 | 21         | «Ева» «Eve»                                            | Марк Бизли      | Джордж Стрейтон и Том Онейл                                                                    | 8 мая 2000 года       |
| Зена поставлена перед ужасным выбором: убивать собственную дочь или нет. Тем временем Ливия продолжает убивать последователей Элая и очередной жертвой становится Джоксер. |            |                                                        |                 |                                                                                                |                       |
| 112 | 22         | «Материнство» «Motherhood»                             | Рик Джейкобсон  | Рассказ: Роб Таперт Телесценарий: Ар-Джей Стюарт                                               | 15 мая 2000 года      |
| Зене предстоит последняя, решающая схватка с богами. Ева и Габриэль умирают… но Арес отдаёт своё бессмертие, чтобы исцелить их. Королева воинов одерживает окончательную победу, империи богов приходит конец. |            |                                                        |                 |                                                                                                |                       |

### Сезон 6 (2000—2001)
Последний, шестой, сезон сериала «Зена — королева воинов» увидел свет 2 октября 2000 года, а его финальная, двадцать вторая по счёту, серия вышла на экраны 18 июня 2001 года.
| № общий | № в сезоне | Название                                                            | Режиссёр          | Автор сценария                                                    | Дата премьеры        |
| --- | ---------- | ------------------------------------------------------------------- | ----------------- | ----------------------------------------------------------------- | -------------------- |
| 113 | 1          | «Возвращение домой» «Coming Home»                                   | Марк Бизли        | Мелисса Гуд                                                       | 2 октября 2000 года  |
| Аресу понадобилась помощь Зены, чтобы возвратить себе божественную силу, но он получает немного больше, чем хотел, когда фурии решили сыграть с ним злую шутку. |            |                                                                     |                   |                                                                   |                      |
| 114 | 2          | «Амфиполис — город призраков» «The Haunting of Amphipolis»          | Гарт Максвелл     | Рассказ: Эдит Свенсен и Джоэл Мецгер Телесценарий: Джоэл Мецгер   | 9 октября 2000 года  |
| Когда Зена возвращается к себе домой в Амфиполис вместе с Габриель и Евой, она обнаруживает, что город населяют призраки. |            |                                                                     |                   |                                                                   |                      |
| 115 | 3          | «Сердце тьмы» «Heart of Darkness»                                   | Марк Бизли        | Эмили Скопов                                                      | 16 октября 2000 года |
| Зена неожиданно для себя стала наследницей короны Мефистофеля, правителя Ада. Не желая такой судьбы, она решает, что на роль Князя тьмы подходит весьма самоуверенный архангел по имени Люцифер                                                                           |            |                                                                     |                   |                                                                   |                      |
| 116 | 4          | «Кто ты, Гурхан?» «Who’s Gurkhan?»                                  | Майкл Хёрст       | Рассказ: Роб Таперт Телесценарий: Ар-Джей Стюарт                  | 23 октября 2000 года |
| Габриэль, узнав, что её племянница стала рабыней Гурхана, отправляется в Северную Африку вместе с Зеной, Евой и Верджилом, чтобы спасти родственницу |            |                                                                     |                   |                                                                   |                      |
| 117 | 5          | «Наследница» «Legacy»                                               | Крис Мартин-Джонс | Мелисса Гуд                                                       | 30 октября 2000 года |
| Зене и Габриэль нужно помочь двум племенам пустыни Северной Африки объединиться против римлян. |            |                                                                     |                   |                                                                   |                      |
| 118 | 6          | «Бездна» «The Abyss»                                                | Рик Джейкобсон    | Джеймс Кан                                                        | 6 ноября 2000 года   |
| Пытаясь найти Верджила, Зена и Габриэль оказались вовлечены в смертельную схватку с каннибалами. |            |                                                                     |                   |                                                                   |                      |
| 119 | 7          | «Золото Рейна» «The Rheingold»                                      | Джон Фоссет       | Ар-Джей Стюарт                                                    | 13 ноября 2000 года  |
| Зена по просьбе северного воина Беовульфа отправляется на опасную миссию, касающуюся её тёмного прошлого |            |                                                                     |                   |                                                                   |                      |
| 120 | 8          | «Кольцо» «The Ring»                                                 | Рик Джейкобсон    | Джоэл Мецгер                                                      | 20 ноября 2000 года  |
| Зена должна сразиться с монстром, которого она сама и создала много лет назад, чтобы возвратить кольцо из рейнского золота. |            |                                                                     |                   |                                                                   |                      |
| 121 | 9          | «Возвращение валькирии» «Return of the Valkyrie»                    | Джон Фоссет       | Эмили Скопов                                                      | 27 ноября 2000 года  |
| Зена пытается возвратить свою память и разрушить проклятье кольца… |            |                                                                     |                   |                                                                   |                      |
| 122 | 10         | «Ферма старого Ареса» «Old Ares Had a Farm»                         | Чарльз Сиберт     | Ар-Джей Стюарт                                                    | 15 января 2001 года  |
| Чтобы защитить Ареса от бандитов, которые жаждут его смерти, Зена приводит его в дом своего детства и переодевает фермером. |            |                                                                     |                   |                                                                   |                      |
| 123 | 11         | «Опасная добыча» «Dangerous Prey»                                   | Рене О'Коннор     | Джоэл Мецгер                                                      | 27 января 2001 года  |
| Зена становится идеальной добычей для сумасшедшего принца Морлоха, который преследовал и убивал амазонок в надежде найти противника, достойного его силам. В то же время, королева воинов учит Варию тому, насколько ценно бывает прислушиваться к советам опытных людей. |            |                                                                     |                   |                                                                   |                      |
| 124 | 12         | «Божественное бессмертие» «The God You Know»                        | Гарт Максвелл     | Эмили Скопов                                                      | 29 января 2001 года  |
| Архангел Михаил приказал Зене убить ставшего бессмертным римского императора Калигулу… |            |                                                                     |                   |                                                                   |                      |
| 125 | 13         | «Кто же ты, Зена?» «You Are There»                                  | Джон Лейинг       | Крис Блэк                                                         | 5 февраля 2001 года  |
| В этой сатирической серии, где древний мир невероятным образом сталкивается с современностью, репортёр жёлтой прессы преследует Зену и Габриэль в надежде выведать чего-нибудь пикантного.                                                                                |            |                                                                     |                   |                                                                   |                      |
| 126 | 14         | «Тропою мщения» «Path of Vengeance»                                 | Крис Мартин-Джонс | Джоэл Мацгер                                                      | 12 февраля 2001 года |
| Зена и Габриэль пытаются спасти Еву от казни, когда та вернулась в земли амазонок, чтобы принять наказание за свои прошлые преступления. |            |                                                                     |                   |                                                                   |                      |
| 127 | 15         | «В Геликон и обратно» «To Helicon and Back»                         | Майкл Хёрст       | Лиз Фридман и Ванесса Плейс                                       | 19 февраля 2001 года |
| Когда неизвестный воин похищает Варию, Габриэль возглавляет воинов-амазонок в смертельной миссии к крепости Геликон. |            |                                                                     |                   |                                                                   |                      |
| 128 | 16         | «Двойники» «Send in the Clones»                                     | Чарли Хаскелл     | Пол Роберт Койл                                                   | 13 апреля 2001 года  |
| Современные фанаты Зены клонируют Зену и Габриэль, а ведьма Алти с нетерпением ждёт их возрождения… |            |                                                                     |                   |                                                                   |                      |
| 129 | 17         | «Последний из кентавров» «Last of the Centaurs»                     | Гарт Максвелл     | Джоэл Мецгер                                                      | 30 апреля 2001 года  |
| Лорд Белах преследует молодого кентавра, и Зена с Габриэль должны спасти его и предотвратить войну. |            |                                                                     |                   |                                                                   |                      |
| 130 | 18         | «Перемена судеб» «When Fates Collide»                               | Джон Фоссет       | Катерина Фьюгейт                                                  | 7 мая 2001 года      |
| Цезарь выбрался из ада и перемешал нити времени, создав новый мир, в котором Зена была его императрицей, а Габриэль — известной писательницей. |            |                                                                     |                   |                                                                   |                      |
| 131 | 19         | «Обмен любезностями» «Many Happy Returns»                           | Марк Бизли        | Лиз Фридман и Ванесса Плейс                                       | 14 мая 2001 года     |
| В день рожденья Габриэль, она и Зена пытаются защитить девственницу от религиозных фанатиков и показать ей окружающий мир. |            |                                                                     |                   |                                                                   |                      |
| 132 | 20         | «Властитель душ» «Soul Possession»                                  | Джош Бекер        | Мелисса Блейк                                                     | 4 июня 2001 года     |
| Свиток, описывающий доселе не известные моменты жизни Зены, нашли в наше время. Это повлекло за собой столкновение современных реинкарнаций Зены, Габриэль и Джоксера с Аресом.                                                                                           |            |                                                                     |                   |                                                                   |                      |
| 133 | 21         | «Когда друг нуждается в помощи. Часть 1» «A Friend in Need: Part 1» | Роб Таперт        | Рассказ: Роб Таперт и Ар-Джей Стюарт Телесценарий: Ар-Джей Стюарт | 11 июня 2001 года    |
| Зена призвана духом давно умершей подруги, Акеми, спасти город Хигучи от разрушения. Заодно ей представился шанс расквитаться, наконец, со своим давним врагом из тёмного прошлого королевы воинов.                                                                       |            |                                                                     |                   |                                                                   |                      |
| 134 | 22         | «Когда друг нуждается в помощи. Часть 2» «A Friend in Need: Part 2» | Роб Таперт        | Рассказ: Роб Таперт и Ар-Джей Стюарт Телесценарий: Ар-Джей Стюарт | 18 июня 2001 года    |
| Зена и Габриэль сталкиваются с самой большой угрозой из всех, что они когда либо встречали, когда поднимаются против злого Йодоши и его двадцатитысячной армии Самураев. Зена трагически погибает…                                                                        |            |                                                                     |                   |                                                                   |                      |

### Комментарии
1. ↑  Судя по костюму Габриэль, этот эпизод был снят позднее эпизода 10
2. 1 2  На российских телеканалах данные серии обычно объединяют в одну